# Przekwitanie
Menopauza (gr. meno, miesiąc, i pausis, przerwa, zatrzymanie), klimakterium, przekwitanie – etap w życiu kobiety (oraz samic niektórych innych gatunków) między wiekiem prokreacyjnym a początkiem starzenia się.
Menopauza jest trwałym fizjologicznym zatrzymaniem cyklu miesiączkowego. Wiąże się z ustawaniem czynności gonad, u ludzi następującym przeciętnie w wieku 45–55 lat i trwającym 1–2 lata. Ustanie miesiączkowania jest poprzedzone okresem, gdy staje się ono nieregularne. Zmiany towarzyszące menopauzie obejmują przede wszystkim ustanie jajnikowej syntezy estrogenów oraz progesteronu. Efektem tych zmian mogą być zaburzenia regulacji autonomicznego układu nerwowego, zmiany w sferze emocjonalnej, a w późniejszym wieku osteoporoza.

## Wiek i przyczyny rozpoczęcia klimakterium
Średni wiek rozpoczęcia klimakterium u ludzi to 51 lat, a ostatnia miesiączka (czyli menopauza) u kobiety występuje zwykle pomiędzy 45. a 55. rokiem życia. Późne klimakterium ma miejsce gdy ostatnia miesiączka pojawia się między 55. a 60. rokiem życia kobiety. Wczesne klimakterium dotyczy ustania miesiączki między 40. a 45. rokiem życia. Jeszcze wcześniejsze wystąpienie ostatniej miesiączki (przed 40 rokiem życia) określane jest jako menopauza przedwczesna lub przedwczesny zanik funkcji jajników. Przedwczesna menopauza jest diagnozowana lub potwierdzana wynikami badań poziomu hormonów FSH i LH. Poziom tych hormonów jest wyższy, jeżeli menopauza już nastąpiła.

### Naturalne przyczyny menopauzy
Menopauzę określa się jako naturalną bądź fizjologiczną, gdy nastaje w wyniku procesu starzenia się kobiety, wskutek czego następuje końcowa atrezja prawie wszystkich komórek jajowych w jajnikach, co z kolei powoduje wzrost hormonu FSH oraz LH. Poziom tych hormonów rośnie z uwagi na zmniejszoną liczbę komórek jajowych odpowiadających na ich działanie i produkujących estrogen. W okresie przekwitania taki spadek produkcji estrogenu odpowiada za uderzenia gorąca, bezsenność i huśtawki nastroju, w późniejszym okresie również za osteoporozę oraz atrofię pochwową. 

### Przyczyny menopauzy przedwczesnej
Przedwczesna menopauza (przed 40. rokiem życia) nie jest uważana za naturalną i na ogół ma charakter idiopatyczny (pojawia się spontanicznie, bez poznanych przyczyn). Przedwczesny wiek menopauzy może towarzyszyć poważnym chorobom, takim jak rak i ich leczeniu, np. chemioterapii. Taki przypadek określa się jako „menopauzę wywołaną farmakologicznie”. Do chorób mogących wywołać przedwczesną menopauzę należą zaburzenia układu immunologicznego, choroba tarczycy oraz cukrzyca.
Wskaźnik występowania przedwczesnej menopauzy jest znacząco wyższy u bliźniąt dwu- i jednojajowych. Około 5% bliźniaczek wstępuje w menopauzę przed 40. rokiem życia. Powody tego nie są do końca jasne. Przeprowadzono udane przeszczepy tkanki jajnikowej u bliźniaczek jednojajowych, przywracające płodność.

### Wpływ wykonanych zabiegów
Menopauza może być także wywołana poprzez operację obustronnego wycięcia przydatków macicy (wycięcie obu jajników z jajowodami), które często, choć nie zawsze, wykonuje się razem z histerektomią. Ustanie miesiączki spowodowane usunięciem jajników określa się jako „menopauzę pooperacyjną”. W jej wyniku następuje nagły, całkowity spadek poziomu hormonów rozrodczych, który na ogół wywołuje takie same objawy towarzyszące wygasaniu czynności hormonalnej jak menopauza naturalna, na przykład uderzenia gorąca itd.
Samo usunięcie macicy, czyli histerektomia z zachowaniem jajników, nie wywołuje bezpośrednio menopauzy, jednak kobiety poddane temu zbiegowi przechodzą menopauzę o 3,7 lat wcześniej, niż przeciętnie. Prawdopodobnie ma to związek z upośledzonym dopływem krwi do jajników po operacji w obrębie miednicy.

### Inne czynniki przyspieszające menopauzę
Kobiety palące papierosy wchodzą w menopauzę wcześniej od niepalących.

## Menopauza u innych gatunków
W przeciwieństwie do ludzi, inne ssaki rzadko przechodzą menopauzę. Występuje ona jednak u kilku innych gatunków zwierząt przechodzących cykle menstruacyjne, takich jak rezusy oraz u niektórych gatunków waleni, delfinów i gupików.

## Hipotezy dotyczące znaczenia menopauzy
Istnieje kilka hipotez dotyczących znaczenia menopauzy w ujęciu ewolucyjnym lub w ujęciu rozwojowym. Według hipotezy babki menopauza występuje u gatunku ludzkiego, ponieważ niepłodność u kobiet w późnym wieku niesie za sobą korzyści dla ewolucji – starsze kobiety mogą poświęcić swój czas na opiekę nad swoimi dziećmi oraz wnukami.

## Terminologia, definicje i komentarze

### Menopauza
W sensie klinicznym, menopauza to u kobiet dzień następujący po zakończeniu ostatniej w życiu miesiączki. Datę tę ustala się wstecz, po upływie 12 miesięcy bez wystąpienia ponownej menstruacji. Po takim okresie kobieta uznawana jest za niepłodną, bez możliwości zajścia w ciążę.
W potocznym rozumieniu menopauzą nie określa się jednego dnia, lecz kilkuletni okres przed i po jej rozpoczęciu, tzw. „lata przejściowe”. Czas ten określa się jako klimakterium, a ostatnio jako „perimenopauza” (w dosłownym znaczeniu „około-menopauza”).
Słowo „menopauza” bywa też potocznie  rozumiane jako lata postmenopauzy.

### Perimenopauza
Perimenopauza to okres lat przejściowych prowadzących do menopauzy, jak i po jej wystąpieniu – kilka lat przed i po ostatniej miesiączce w życiu kobiety. Wtedy to większość kobiet zauważa u siebie niektóre objawy zmian hormonalnych, takich jak: uderzenia gorąca, zmiany nastrojów, bezsenność, zmęczenie.
W czasie perimenopauzy produkcja większości hormonów rozrodczych, takich jak estrogeny, progesteron i testosteron spada i staje się mniej regularna, często z nieprzewidywalnymi wahaniami poziomu. W tym okresie zanika płodność, choć nie jest uznawana za zerową do momentu określenia daty menopauzy (12 miesięcy od ostatniego wystąpienia menstruacji).
Objawy perimenopauzy mogą pojawić się już około 35. roku życia, chociaż większość kobiet zaczyna być ich świadoma dopiero 10 lat później. Perimenopauza z widocznymi objawami może trwać od kilku do ponad dziesięciu lat. Może ona przypominać okres dojrzewania, który poprzedza menarche (pierwszy cykl menstruacyjny). W rzeczywistości menopauzę można porównać do „pokwitania w odwrocie”, a psychologiczne zmiany następujące w tym czasie mogą być porównane do tych występujących w wieku dojrzewania. Nie można przewidzieć ani określić dokładnego czasu trwania perimenopauzy u danej kobiety.
W okresie perimenopauzy wiele kobiet doświadcza zmian w organizmie wynikających z wahań hormonalnych. Charakterystycznym objawem są uderzenia gorąca – nagłe zmiany temperatury ciała. Wrażenie „uderzenia” występuje, gdy podwyższająca się temperatura ciała osiąga szczyt, a następnie nagle opada do normalnej. Uderzenia gorąca mogą podnieść temperaturę ciała nawet o kilka stopni w krótkim czasie i spowodować uczucie osłabienia, zasłabnięcie i silne pocenie. Oprócz uczucia dyskomfortu nie są dla kobiety szkodliwe, można je jednak łagodzić przy pomocy kuracji hormonalnej, leków SSRI lub estrogenów roślinnych czy leków ziołowych dostępnych bez recepty.
Inne powszechne objawy perimenopauzy to zmiany nastroju, bezsenność, osłabienie i problemy z pamięcią. Niektóre z nich mogą nie być związane z wahaniami poziomu hormonów, lecz nie przeprowadzono dotąd badań mogących określić ich inne pochodzenie.
Nawet te kobiety, które nie uskarżają się podczas perimenopauzy na fizyczne dolegliwości, cierpią z powodu kwestii psychologicznych związanych ze społecznym postrzeganiem starzenia się. Przyczynia się to do skłaniania się ku kuracji medycznej, aby zmniejszyć całościowy wpływ tego okresu na życie kobiety.
Ostatnie badania wykazują, że suplementacja melatoniny u kobiet w okresie perimenopauzy wpływa korzystnie na funkcjonowanie tarczycy oraz podwyższa poziom gonadotropiny. Pomaga również w przywracaniu płodności, menstruacji oraz zapobiega depresji związanej z menopauzą.
Nie każda kobieta odczuwa objawy menopauzy. Około 1/3 wszystkich kobiet nie odczuwa innych objawów niż nasilenie, a potem zatrzymanie miesiączki. Kolejna z trzech grup kobiet odczuwa objawy umiarkowane. Pozostała część kobiet natomiast odczuwa bardzo silne objawy o przedłużonym czasie trwania. Tendencja do nasilonych objawów perimenopauzy bywa niekiedy dziedziczna.

### Premenopauza
Premenopauzą określa się lata poprzedzające ostatnią miesiączkę w życiu kobiety, czyli okres spadku ilości hormonów rozrodczych oraz nieregularność w ich wydzielaniu. Wtedy również pojawiają się pierwsze objawy wygasania czynności hormonalnych.

### Postmenopauza
Postmenopauza jest okresem rozpoczynającym się po ostatniej miesiączce w życiu kobiety – czas, kiedy jajniki ostatecznie przestają wytwarzać jajeczka.
Kobieta niebędąca w ciąży i niekarmiąca piersią jest w okresie postmenopauzy, jeśli od dwunastu miesięcy nie wystąpiło krwawienie ani plamienie. Wtedy określa się, iż jest ona w pierwszym roku postmenopauzy. Powodem, dla którego tak późno diagnozuje się, iż kobieta wstąpiła w okres pomenopauzalny, jest charakterystyczna dla tego okresu życia nieregularność występowania miesiączki. Dlatego też potrzebny jest dość długi okres, aby móc stwierdzić, że cykl w rzeczywistości ustał. Możliwość taka jest zazwyczaj bardzo mało prawdopodobna już na kilka lat przedtem.
U kobiet, które nie mają macicy i z tego powodu nie mają miesiączki, rozpoczęcie okresu pomenopauzalnego można stwierdzić za pomocą badania krwi. Umożliwia ono wykrycie wysokiego poziomu hormonu folikulotropowego w organizmie, będącego charakterystycznym objawem u kobiet w okresie pomenopauzalnym.
Spadek oraz wahania poziomu kobiecych hormonów rozrodczych są procesem raczej długotrwałym, dlatego też wygasanie czynności hormonalnych, których doświadcza kobieta, nie zachodzi w trybie natychmiastowym, lecz trwa przez pewien czas, nawet do kilku lat.
Każde krwawienie oraz plamienie w okresie postmenopauzy należy zgłosić lekarzowi.
Klimakterium to okres kilku lat przed i kilku lat po menopauzie, obejmujący wszystkie zmiany w fizjologii cyklu miesięcznego, samopoczuciu i organizmie kobiety.

## Objawy perimenopauzalne i lata przejściowe
Podczas lat przejściowych, gdy organizm kobiety odpowiada na gwałtowne zmiany poziomu naturalnych hormonów, może wystąpić wiele objawów. Nie u każdej kobiety występują one w stopniu dokuczliwym, a u tych, które doświadczają ich w silnym natężeniu, odczucia są indywidualnie zróżnicowane. Objawy związane z niskim poziomem estrogenu (np. atrofia pochwowa i suchość skóry) utrzymują się nawet po menopauzie, jednak te, które są spowodowane gwałtownymi wahaniami hormonalnymi (np. uderzenia gorąca i zmiany nastroju), zazwyczaj z czasem ustępują.
Objawem wskazywanym zarówno przez kobiety korzystające z hormonalnej terapii zastępczej, jak i te, które jej nie stosują, jest brak energii. Inne to m.in. problemy naczyniowe, takie jak uderzenia gorąca i palpitacje, problemy psychiczne, takie jak depresja, stany lękowe, irytacja, huśtawki nastrojów, problemy z pamięcią i koncentracją oraz skutki atrofii – suchość pochwy i potrzeba częstego oddawania moczu.
Przeciętna kobieta w tym okresie ma coraz bardziej nieregularne miesiączki, co jest związane z zakłóconą owulacją. Czas wystąpienia miesiączki staje się nieprzewidywalny, czas jej trwania znacznie krótszy lub dłuższy niż normalnie, a samo krwawienie obfitsze lub bardziej skąpe niż dotychczas. Mogą też mieć miejsce przeciągające się okresy plamienia. Na początku procesu zdarzają się nawet cykle dwutygodniowe, później kilkumiesięczne okresy braku miesiączki, po czym występuje obfitsze krwawienie. Dłuższe okresy niewystępowania miesiączki zdarzają się tym częściej, im bliżej menopauzy. Z chwilą gdy kobieta w wieku przekwitania nie ma miesiączki ani plamienia przez okres 12 miesięcy, uznaje się, że znajduje się ona od roku w okresie postmenopauzy. Powinna jednak poddać się badaniom lekarskim, gdy krwawienie wystąpiło po około 6 miesiącach od poprzedniego.
Wszystkie możliwe objawy menopauzy są spowodowane spadkiem oraz gwałtownymi nieregularnymi wahaniami bezwzględnych i względnych poziomów estrogenów i progesteronu. Niektóre z nich, takie jak uczucie mrowienia, można kojarzyć bezpośrednio z niedoborem hormonów.

### Objawy przekwitania
- naczynioruchowe
  - uderzenia gorąca
  - bóle głowy
  - poty nocne

- psychiczne
  - uczucie zmęczenia
  - drażliwość i zaburzenia koncentracji
  - osłabienie pamięci
  - zmniejszone libido
  - huśtawki nastrojów
  - depresja
  - zaburzenia snu

- ze strony narządów płciowych
  - suchość pochwy
  - dyspareunia
  - zanikowe zapalenia pochwy
  - nawracające zapalenia dróg moczowych
  - zaburzenia statyki narządów płciowych i nietrzymanie moczu
  - świąd
  - krwawienie[potrzebny przypis]
  - wodnista wydzielina

- ze strony tkanki łącznej
  - zwiększona aktywność gruczołów łojowych i potowych
  - bolesność stawów, kości
  - osteoporoza – utrata masy kostnej
  - bóle krzyża

- ze strony skóry, tkanki miękkiej 
  - zanik gruczołu piersiowego
  - cienkość skóry
  - zmniejszenie elastyczności
  - uczucie mrowienia

- seksualne
  - problemy w osiągnięciu orgazmu
  - dyspareunia

Badania kohortowe przyniosły zróżnicowane wnioski dotyczące menopauzy. Np. badanie z 2007 r. wykazało, że menopauza wiąże się z występowaniem uderzeń gorąca, bólami stawów i mięśni oraz nastrojem depresyjnym. Nie jest natomiast związana z zaburzeniami snu, zmniejszonym libido i suchością pochwy. Inne badanie, z 2008 r., wykazało z kolei, że menopauza wiąże się ze obniżeniem jakości snu.

## Starzenie menopauzalne
Menopauza związana jest także z nasileniem procesu starzenia się skóry – charakterystyczne dla tego okresu zmiany są nazywane starzeniem menopauzalnym. Skóra jest narządem estrogenozależnym, więc obniżenie produkcji estrogenów w okresie przekwitania jest na niej szybko widoczne. Bardziej gwałtowny niż dotychczas zanik kolagenu powoduje utratę jędrności, wiotczenie tkanek, pojawienie się tzw. chomików, zmianę owalu, opadanie powiek, pogłębianie się zmarszczek i bruzd, pogorszenie jakości skóry. Widoczne są też ubytki tkankowe (obszar skroni, kości policzkowych, ust) wskutek zaniku tzw. poduszeczek tłuszczowych. W ciągu pierwszych 5 lat menopauzy skóra traci nawet 30% kolagenu, a w kolejnych – 2% rocznie, więc zmiany te są szybko zauważalne. Cechą wspólną wszystkich kobiet w okresie menopauzy jest suchość skóry, związana z obniżeniem poziomu lipidów naskórkowych (głównie ceramidów), odpowiedzialnych za prawidłowe funkcjonowanie bariery ochronnej skóry, a także ze zmniejszeniem produkcji kwasu hialuronowego. Często nasilają się też zmiany naczyniowe, występują objawy trądziku różowatego, pojawiają się przebarwienia, w tym typowe tzw. plamy starcze (soczewicowate). Generalnie wyróżnia się trzy główne zmiany o charakterze klinicznym typowe dla starzenia menopauzalnego:
- suchość skóry – spowolnienie odnowy keratynocytów i zmniejszenie syntezy lipidów zaburza funkcjonowanie bariery hydrolipidowej, przyczyniając się do przesuszenia skóry oraz nadania jej ziemistego, matowego kolorytu;
- atrofia tkanek – to przede wszystkim skutek utraty kolagenu, a więc głównego białka budulcowego tkanek;
- wiotczenie tkanek – zmniejsza się liczba i rozmiar fibroblastów, co wpływa na jakość i ilość włókien kolagenu, elastyny i glikozaminoglikanów (GAG-ów) w skórze, obniża się też produkcja kwasu hialuronowego, nadającego tkankom nawodnienie i sprężystość. Zwiększa się natomiast produkcja enzymów rozbijających białka skórne (kolagenaza i elastaza), co powoduje „rozciąganie” skóry i nasilanie zmarszczek oraz zagnieceń. W trakcie menopauzy osłabieniu ulega ochronna warstwa hydrolipidowa skóry, co zwiększa reaktywność skóry na czynniki zewnętrzne ekspozomu.

Aby spowolnić starzenie menopauzalne, kobietom w okresie menopauzy zalecana jest odpowiednia pielęgnacja skóry. Poprawę przynosi stosowanie hormonalnej terapii zastępczej. Badania histopatologiczne wykazały, że po 6-miesięcznej kuracji HTZ wyraźnie zwiększa się ilość włókien kolagenowych, wzrasta grubość naskórka oraz ilość łoju wytwarzanego przez gruczoły łojowe.

## Leczenie
Chociaż pomenopauza jest naturalnym etapem życia, jej dokuczliwe objawy mogą być zmniejszane poprzez stosowną kurację. Największą ulgę przynosi terapia hormonalna, jednak pewne jej formy stwarzają niewielkie ryzyko utraty zdrowia, głównie u kobiet, które TH rozpoczęły po menopauzie.
Niektóre lekarstwa są w stanie ograniczyć uderzenia gorąca i ryzyko osteoporozy. Kobieta i lekarz prowadzący powinni dokładnie zbadać objawy przed określeniem, czy korzyści TH lub innych terapii przewyższą ryzyko. Dopóki nie dowiemy się na ten temat więcej, kobiety, które wybrały hormonalną terapię zastępczą (HTZ) zazwyczaj nakłania się do stosowania najmniejszej skutecznej dawki HTZ w możliwie najkrótszym czasie oraz do zbadania, czy pewne formy mogą stanowić mniejsze niebezpieczeństwo skrzepów lub raka niż inne.

### Farmakologia

#### Hormonalna terapia zastępcza
Oprócz łagodzenia objawów uderzeń gorąca, Hormonalna terapia zastępcza (HTZ) jest skuteczną metodą leczenia osteoporozy. W HTZ estrogen, progesteron i inne hormony dostarczane są w celu wyrównania ich poziomu w organizmie, który nie jest już w stanie sam ich produkować. Jest wiele rodzajów terapii i różne skutki uboczne.

#### Skoniugowane estrogeny końskie
Skoniugowane estrogeny końskie zawierają cząsteczki estrogenów, należących do grupy hydrofili (np. siarczan), produkowanych u zwierząt z rodziny koniowatych (Equidae).

#### Inne formy terapii hormonalnej
Ze względu na kontrowersje spowodowane terapią hormonalną bazującą na Premarinie, wielu lekarzy zmienia formę terapii na bazującą na produktach hormonalnych identycznych z naturalnymi, np. Estrace. Zawiera on estradiol (podstawowy, żeński hormon płciowy, który jest najsilniejszym z estrogenów), powodujący mniej skutków ubocznych niż skoniugowane estrogeny końskie.
Wszystkie hormonalne terapie zastępcze zwiększają ryzyko zachorowalności m.in. na nadciśnienie tętnicze, zakrzepy czy raka piersi i macicy. Kobiety, które przeszły histerektomię (zabieg chirurgicznego usunięcia macicy), wydają się lepiej tolerować terapię tylko estrogenową niż mieszaną, zmniejszając ryzyko zachorowania na raka piersi, poprzez suplementację progesteronową.
Przeciwwskazania: Choroby wątroby, nowotwory estrogenozależne trzonu macicy i sutka, choroba zakrzepowa naczyń.
HTZ zwiększa ryzyko rozwoju nowotworów macicy i sutka, dlatego też konieczna jest regularna kontrola lekarska.

#### Antydepresanty
Antydepresanty, takie jak Paroksetyna (Paxil), Fluoksetyna (Prozac) i Wenlafaksyna (Effexor) skutecznie używane są w leczeniu uderzeń gorąca, poprawianiu snu, nastroju i jakości życia. Paxil jest lekiem, na którym przeprowadzono najwięcej badań i który przynosi trwałą ulgę. Teoretycznym powodem, dla którego antydepresanty SSRI mogą pomóc z problemami z pamięcią, jest wzrastanie poziomu cyrkulacji neurotransmittera serotoniny w mózgu i przywracanie funkcji hipokampu. Prozac pod marką Sarafem jest obecnie przepisywany na przedmiesiączkowy zespół dysforyczny (PMDD), syndrom zaburzeń nastroju (często nasilonego podczas okresu przedmenopauzowego) i wczesnej menopauzy. Pozytonowa tomografia emisyjna (PET) wykryła, że PMDD towarzyszy ostry spadek serotoniny w mózgu, który szybko i skutecznie leczą środki SSRI.

#### Leki obniżająceciśnienie krwi
Klonidyna działa na uderzenia gorąca równie skutecznie jak antydepresanty, ale bez innych korzyści dla umysłu i nastroju. Te leki zasługują na szczególną uwagę w przypadku kobiet cierpiących na wysokie ciśnienie krwi i uderzenia gorąca.

#### Skutki uboczne
Przez wiele lat zapewniano kobiety, że pomenopauzalna terapia hormonalna może zredukować ryzyko chorób serca i zapobiec starzeniu się organizmu. Obszerne badania kliniczne, losowo przeprowadzone wśród kobiet poddanych HTZ (w ramach programu Women’s Health Initiative), dowodzą czegoś innego. Wystarczającym powodem do zakończenia badań było nieznacznie zwiększone ryzyko wystąpienia raka piersi, chorób serca, udaru, czy choroby Alzheimera u kobiet otrzymujących skoniugowane estrogeny końskie (Premarin), łączone lub nie, z progesteronem (Premarin plus Provera). Po opublikowaniu tych wyników w 2002 roku liczba recept wypisanych w Stanach Zjednoczonych na Premarin i PremPro (Premarin plus Provera) spadła prawie o połowę, gdyż właśnie połowa kobiet przerwała swoją hormonalną terapię zastępczą. Gwałtowny spadek w przepisywaniu tych leków, spowodowany ogłoszeniem o niebezpieczeństwie ich stosowania, przyczynił się do sukcesywnego zmniejszania zachorowalności na raka piersi. Do końca 2003 roku liczba tych diagnoz zmniejszyła się łącznie o 15%. Chociaż liczba recept przepisanych na Premarin i PremPro zmniejszyła się również w Kanadzie, nie zaobserwowano tam podobnego spadku zachorowania na raka piersi. Po 2003 roku zostały podjęte dalsze, trwające do teraz badania, w celu zanalizowania tych tendencji, jak również ustalenia, czy spadek ten ma związek ze zmniejszeniem zastosowania HTZ.

### Psychoterapia
Indywidualna pomoc psychologiczna lub terapia grupowa mogą pomóc w przezwyciężeniu poczucia smutku, depresji i zagubienia u kobiet w momencie gdy ich ciało się zmienia.

### Terapie niekonwencjonalne i alternatywne
Trzeba zaznaczyć, że metody leczenia środkami niehormonalnymi przynoszą niepełną ulgę, a stosowanie ich wiąże się z możliwością wystąpienia skutków ubocznych.
W dziedzinie terapii uzupełniających i alternatywnych obiecująca wydaje się akupunktura. Niektóre badania wskazują na jej skuteczność przeciwko uderzeniom gorąca. Inne natomiast w ogóle nie wykazują korzystnego działania akupunktury w leczeniu menopauzy.
Istnieją teorie, że estrogeny w białku sojowym łagodzą objawy menopauzy. Pewne badania wykazały, że estrogeny w białku sojowym nie polepszyły ani nie wpłynęły znacząco na funkcjonowanie kognitywistyczne u kobiet w wieku postmenopauzalnym.
Innym lekarstwem, które według jednych badań wykazywało działanie, lecz w innych okazało się nie lepsze od placebo w leczeniu uderzeń gorąca i innych objawów menopauzy, są ekstrakty izoflawonów z czerwonej koniczyny i pluskwicy groniastej. Użycie pluskwicy groniastej ma potencjalne efekty uboczne, takie jak stymulacja raka piersi, dlatego niewskazane jest jej dłuższe stosowanie.

### Inne terapie
Powszechnym problemem okresu perimenopauzy i późniejszego jest uczucie suchości pochwy. Nawilżacze pochwowe mogą pomóc kobietom z zanikiem śluzówki macicy lub suchością pochwy, lubrykanty zaś zapewniają nawilżenie podczas stosunku. Istnieją różne produkty dla różnych zastosowań: niektóre kobiety odczuwają suchość nie tylko podczas stosunku i dzięki środkom nawilżającym mogą czuć się komfortowo przez cały czas. Kobiety, które potrzebują lubrykantów jedynie podczas seksu, mogą ich używać tylko w tych sytuacjach.
Niskodawkowe dopochwowe produkty estrogenowe, np. w postaci kremu, są na ogół bezpiecznym sposobem przyjmowania estrogenu w celu zlikwidowania suchości i zanikania śluzówki macicy, tylko minimalnie zwiększając poziom estrogenu we krwi.
Doradztwo indywidualne lub grupy wsparcia mogą być pomocne w opanowywaniu smutku, depresji, lęków lub dezorientacji, często odczuwanych przez kobiety w latach przejściowych.